# Horama punctata
Horama punctata là một loài bướm đêm thuộc phân họ Arctiinae, họ Erebidae.